# Chersotis obnubilia
Chersotis obnubilia là một loài bướm đêm trong họ Noctuidae.